# Katsuei Hirasawa
Katsuei Hirasawa (平沢 勝栄, Hirasawa Katsuei), né le 4 septembre 1945 à Shirakawa, est un homme politique japonais, membre du PLD.
De 2020 à 2021, il est ministre de la Reconstruction et ministre chargé de la Planification des réponses à l'accident nucléaire dans le Gouvernement Suga.
Élu a la Chambre des représentants du Japon, il appartient au Parti libéral-démocrate et au lobby révisionniste Nippon Kaigi. Il a été élu a la Chambre des représentants pour la première fois en 1996.

## Biographie
Hirasawa est originaire du village de Shirakawa (Préfecture de Gifu). Il est diplômé de l'Université de Tokyo avec un baccalauréat en droit. Pendant ses études universitaires, il a été le tuteur du futur premier ministre Shinzo Abe. Il a rejoint l'agence de la police nationale en 1968 et a étudié à l'Université Duke aux États-Unis pendant sa carrière dans l'agence. Il a quitté la police en 1995.
Il est une figure régulière des débats politiques à la télévision. Il est également connu pour son soutien à la politique de Shinzo Abe vis-à-vis de la Corée du Nord.

## Controverse
Hirasawa a été critiqué pour ses commentaires sur les personnes LGBT.